# Hannes Scholz
Hans-Joachim „Hannes“ Scholz (* 18. April 1934 in Breslau; † 17. September 2017 in Bielefeld) war ein deutscher Fußballtrainer und -funktionär.

## Werdegang
Der aus Schlesien stammende Scholz kam nach dem Ende des Zweiten Weltkrieges nach Bielefeld. Als Mitarbeiter des Bielefelder Stadtsportamtes war Hannes Scholz für das Stadionmanagement des damals noch Alm genannten Stadions von Arminia Bielefeld zuständig und übernahm in den 1980er und 1990er Jahren das Gebäudemanagement. Ab 1970 übernahm Scholz verschiedene Aufgaben im Verein und war Fußballobmann der Amateurabteilung, engagierte sich in der Jugendabteilung und war darüber hinaus Schiedsrichterbetreuer. In den 1970er und 1980er Jahren trainierte er Arminias Amateurmannschaft, bevor er aus gesundheitlichen Gründen Teammanager wurde. Nach eigener Aussage trainierte Scholz bis auf die Frauenmannschaft alle Fußballmannschaften, die man im Verein hätte trainieren können. Am 16. April 1988 trainierte Scholz als Interimslösung die Profimannschaft der Arminia beim Zweitligaspiel bei den Stuttgarter Kickers. Fünf Tage zuvor musste Joachim Krug seinen Hut nehmen und die Arminia verlor das Spiel mit 0:1. Sein Nachfolger wurde Ernst Middendorp.
Am 8. Dezember 2014 wurde Hannes Scholz zum Ehrenmitglied von Arminia Bielefeld ernannt. Nach seinem Tod wurde der Kunstrasenplatz hinter der Westtribüne der SchücoArena, der bislang als „Hartalm“ bekannt war, in Hannes Scholz Platz umbenannt.